# Leichtathletik-Europameisterschaften 1950/Diskuswurf der Frauen

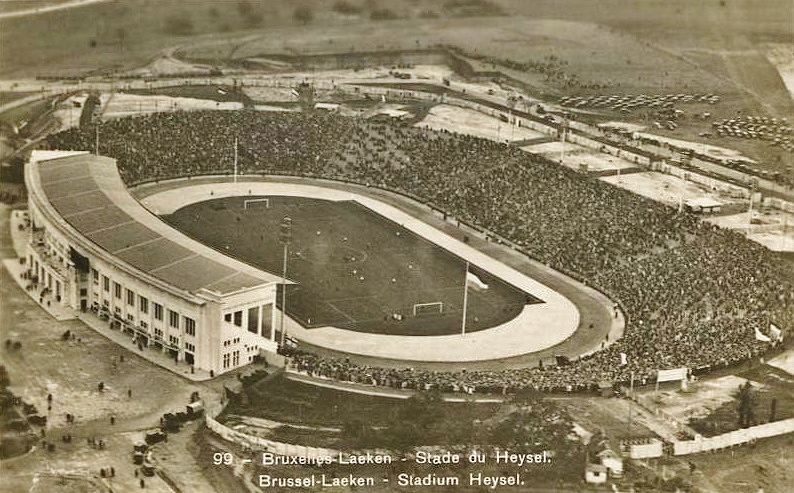
Das Brüsseler Heysel-Stadion in einer Luftaufnahme von 1935

Der Diskuswurf der Frauen bei den Leichtathletik-Europameisterschaften 1950 wurde am 25. August 1950 im Heysel-Stadion der belgischen Hauptstadt Brüssel ausgetragen.
In dieser Disziplin gab es einen Doppelsieg für die sowjetischen Werferinnen. Europameisterin wurde Titelverteidigerin Nina Dumbadse. Silber ging an Rimma Schumskaja. Den dritten Platz belegte die Italienerin Edera Cordiale.

## Rekorde

### Bestehende Rekorde
| Weltrekord           | 53,25 m | Nina Dumbadse     | Moskau, Sowjetunion (heute Russland)        | 8. August 1948     |
| Europarekord         | 53,25 m | Nina Dumbadse     | Moskau, Sowjetunion (heute Russland)        | 8. August 1948     |
| Meisterschaftsrekord | 44,80 m | Gisela Mauermayer | EM Wien, Deutsches Reich (heute Österreich) | 18. September 1938 |
| Meisterschaftsrekord | 44,80 m | Nina Dumbadse     | EM Oslo, Norwegen                           | 23. August 1946    |

### Rekordverbesserung
Die sowjetische Europameisterin Nina Dumbadse verbesserte den bestehenden Meisterschaftsrekord um 3,23 m auf 48,03 m. Zum Europa-, gleichzeitig Weltrekord, fehlten ihr 5,22 m.

## Finale
25. August 1950, 16:40 Uhr
| Platz | Name                 | Nation           | Weite (m) |
| ----- | -------------------- | ---------------- | --------- |
| 1     | Nina Dumbadse        | Sowjetunion      | 48,03 CR  |
| 2     | Rimma Schumskaja     | Sowjetunion      | 45,79     |
| 3     | Edera Cordiale       | Italien          | 44,77     |
| 4     | Micheline Ostermeyer | Frankreich       | 41,22     |
| 5     | Julija Matej         | Jugoslawien      | 40,58     |
| 6     | Paulette Veste       | Frankreich       | 37,86     |
| 7     | Gabre Gabric-Calvesi | Italien          | 37,73     |
| 8     | Lotte Haidegger      | Österreich       | 37,40     |
| 9     | Đurđa Borovec        | Jugoslawien      | 37,07     |
| 10    | Anna Andrejewa       | Sowjetunion      | 36,26     |
| 11    | Gretel Bolliger      | Schweiz          | 31,46     |
| 12    | Jaroslava Jungrová   | Tschechoslowakei | 27,17     |

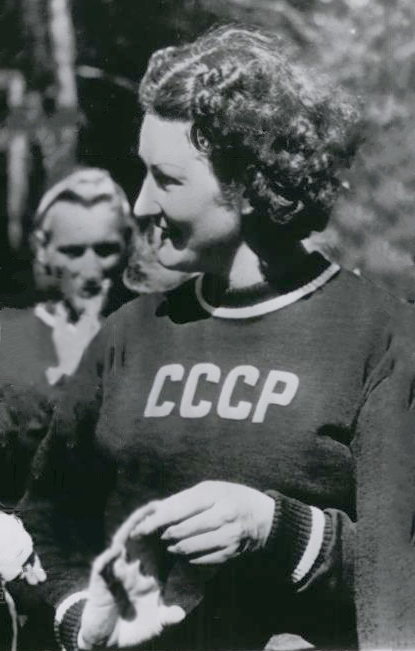
Titelverteidigerin Nina Dumbadse war auch hier in Brüssel erfolgreich und siegte mit mehr als zwei Metern Vorsprung

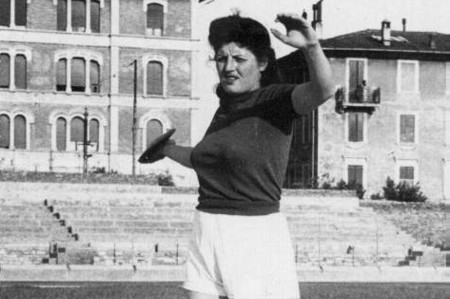
Bronzemedaillengewinnerin Edera Cordiale – bei den Europameisterschaften 1946 war sie ohne gültigen Versuch in der Qualifikation ausgeschieden
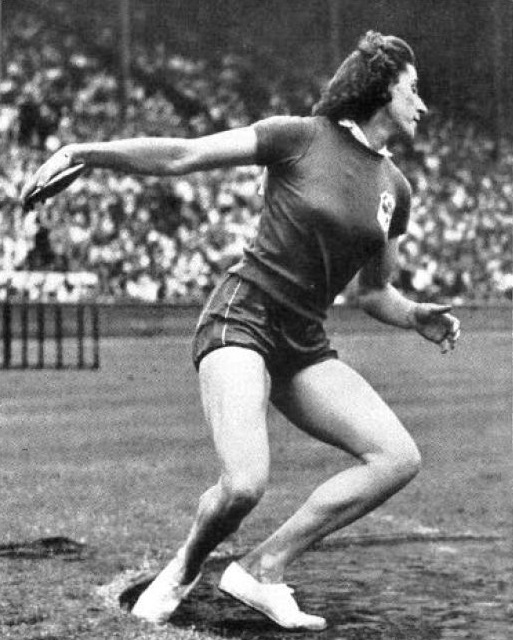
Die Olympiasiegerin von 1948 Micheline Ostermeyer wurde Vierte – auch Dritte über 80 m Hürden und im Kugelstoßen
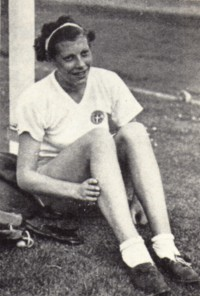
Gabre Gabric-Calvesi erreichte Platz sieben